# Khoufoukhaf Ier
Pour les articles homonymes, voir Khoufoukhaf.
Khoufoukhaf, premier du nom, est l'un des fils de Khéops qui commence sa carrière en tant que prêtre de son père. Selon certains égyptologues, il exerce la charge de vizir sous ce règne et peut-être également sous le règne de Djédefrê. Il épouse Néfertkaou II.

## Généalogie
Il est le fils du Khéops et de la reine Hénoutsen.
Il a eu comme épouse Néfertkaou II. On lui connaît également deux fils attestés, nommés Outka et Iounka, ainsi que la représentation d'un troisième personnage identifié comme son fils mais dont le nom est perdu.

## Sépulture
Du temps du règne de son père Khéops, Khoufoukhaf se fait édifier un mastaba (G 7130-7140) à l'est de la pyramide de son père à Gizeh non loin de la pyramide de sa mère. Ce mastaba a révélé un point important concernant la chronologie de la IVe dynastie, car un bloc de cet édifice porte à son revers une marque de carrière. Ces inscriptions sont précieuses car elles comportent en général une date et le règne sous lequel l'édifice a été construit. Dans le cas présent, l'inscription indique l'an 23 de Khéops.
De plus ce mastaba est constitué à l'intérieur de plusieurs salles décorées de reliefs donnant notamment la généalogie de son propriétaire ainsi que sa descendance ce qui contredirait quelque peu l'hypothèse citée ci-dessus. 
Le mastaba porte une grande inscription sur sa face occidentale donnant le nom et les titres du propriétaire.
Le sarcophage externe en granite rouge d'Assouan y a été retrouvé et est décoré sur sa face principale d'un motif de façade de palais ainsi que d'une inscription en hiéroglyphes gravés donnant les titres et le nom de son propriétaire.
Khoufoukhaf est représenté avec la reine Hénoutsen dans la chapelle du mastaba, ce qui signifierait qu'elle est sa mère.

## Photos

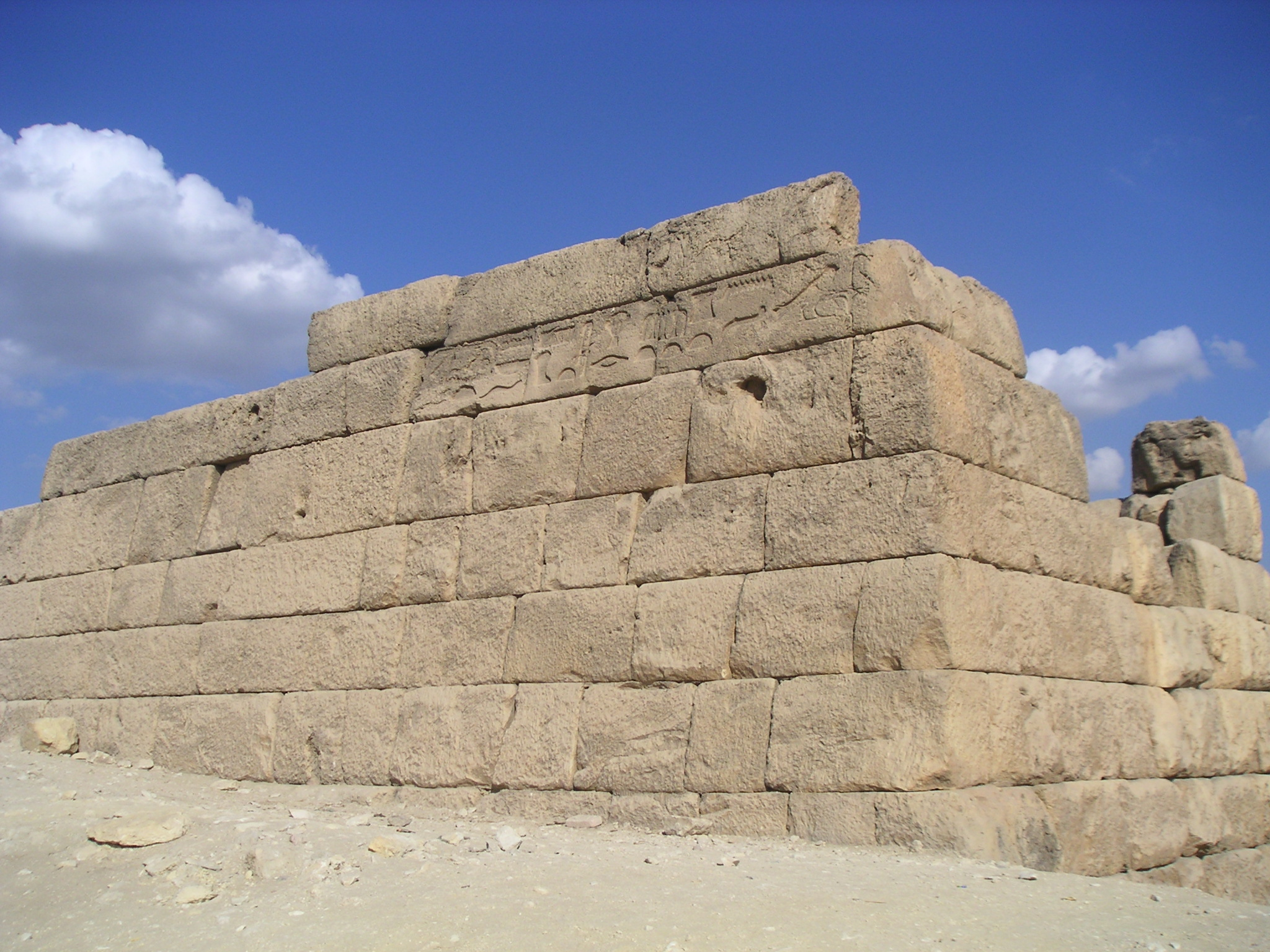
Vue du mastaba de Khoufoukhâf, fils et prêtre de Khéops - Gizeh
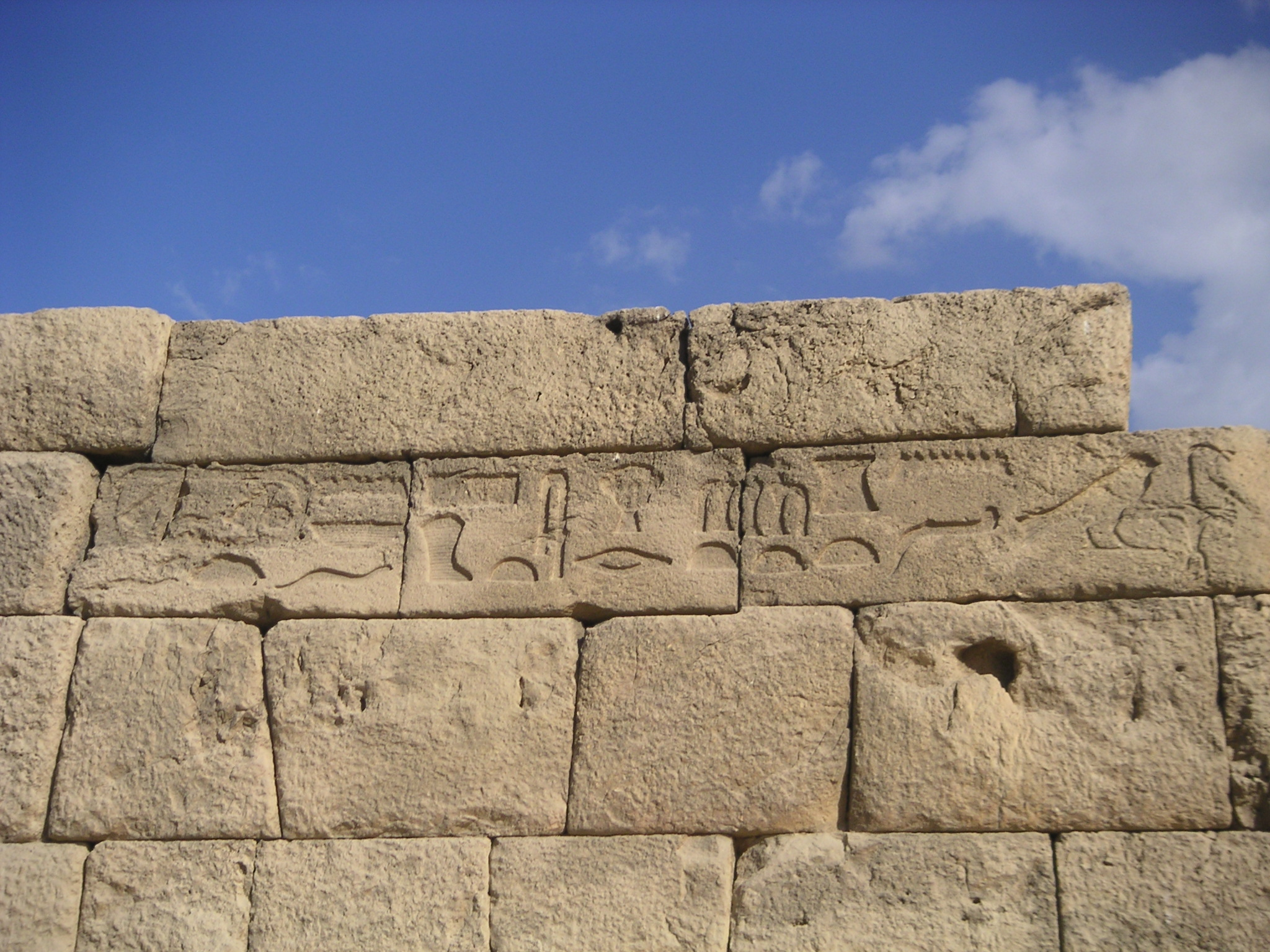
Détail de l'inscription de Khoufoukhâf